# Paracolletes frederici
Paracolletes frederici är en biart som beskrevs av Cockerell 1905. Paracolletes frederici ingår i släktet Paracolletes och familjen korttungebin. Inga underarter finns listade i Catalogue of Life.